# Silvius suifui
Silvius suifui är en tvåvingeart som beskrevs av Philip och M. Josephine Mackerras 1960. Silvius suifui ingår i släktet Silvius och familjen bromsar. Inga underarter finns listade i Catalogue of Life.